# Linia (czasopismo)
Linia – czasopismo literackie ukazujące się w Krakowie w latach 1931–1933 
Pismo było próbą skonsolidowania Awangardy Krakowskiej, rozpadającej się po zamknięciu peiperowskiej „Zwrotnicy”. Próbę taką podjął Jalu Kurek, który został redaktorem naczelnym pisma, oraz Julian Przyboś i Jan Brzękowski, natomiast Tadeusz Peiper nie opublikował w „Linii” żadnego tekstu, ograniczając już swoją działalność literacką i publicystyczną. Na łamach czasopisma publikowali także poeci nowej generacji awangardystów: Stanisław Piętak, Marian Czuchnowski, członkowie grupy Żagary: Jerzy Zagórski, Teodor Bujnicki, Czesław Miłosz. Drukowano tam także teksty Witkacego i Władysława Strzemińskiego. Każdy numer był podzielony na trzy części: rozprawy teoretyczne, wiersze i noty, w których zamieszczano krótkie i zjadliwe ataki na wybitne osobistości literackie. Ukazało się pięć numerów pisma.
Wraz z zamknięciem czasopisma grupa awangardystów krakowskich ostatecznie się rozpadła. Od mniej więcej 1935 roku działali indywidualnie publikując swoje wiersze i artykuły na łamach różnych pism.